# Lawn bowls ai XXI Giochi del Commonwealth
Le competizioni di lawn bowls ai XXI Giochi del Commonwealth si svolgeranno dal 5 al 13 aprile 2018.

## Medagliere
| Posiz. | Nazione       | Oro | Argento | Bronzo | Totale |
| ------ | ------------- | --- | ------- | ------ | ------ |
| 1      | Australia     | 5   | 2       | 0      | 7      |
| 2      | Scozia        | 2   | 2       | 1      | 5      |
| 3      | Galles        | 1   | 1       | 1      | 3      |
| 4      | Nuova Zelanda | 1   | 1       | 0      | 2      |
| 5      | Malaysia      | 1   | 0       | 0      | 1      |
| 6      | Sudafrica     | 0   | 3       | 2      | 5      |
| 7      | Canada        | 0   | 1       | 0      | 1      |
| 8      | Inghilterra   | 0   | 0       | 3      | 3      |
| 9      | Isole Cook    | 0   | 0       | 1      | 1      |
| 9      | Malta         | 0   | 0       | 1      | 1      |
| 9      | Isola Norfolk | 0   | 0       | 1      | 1      |
| Totale | Totale        | 10  | 10      | 10     | 30     |

## Podi

### Maschile
| Evento    | Oro          | Argento     | Bronzo        |
| Singolo   | Aaron Wilson | Ryan Bester | Robert Paxton |
| Doppio    | Galles       | Scozia      | Isole Cook    |
| Trio      | Scozia       | Australia   | Isola Norfolk |
| Quartetto | Scozia       | Australia   | Inghilterra   |

### Femminile
| Evento    | Oro        | Argento       | Bronzo         |
| Singolo   | Jo Edwards | Laura Daniels | Colleen Piketh |
| Doppio    | Malaysia   | Sudafrica     | Scozia         |
| Trio      | Australia  | Scozia        | Inghilterra    |
| Quartetto | Australia  | Sudafrica     | Malta          |

### Misto
| Evento             | Oro       | Argento       | Bronzo    |
| Doppio Paralimpico | Australia | Sudafrica     | Galles    |
| Trio Paralimpico   | Australia | Nuova Zelanda | Sudafrica |